# Deutschland 86
Deutschland 86 är en tysk dramaserie i tio delar från 2018. Den är uppföljare till serien Deutschland 83 från 2015. Sista delen i serietrilogin är Deutschland 89.

## Handling
Övergivna av Moskva och desperata efter kontanter, driver den östtyska ledningen i Östberlin sina hemliga agenter att experimentera med global kapitalism för att rädda deras sjunkande socialistiska skepp. Martin Rauch, som sedan länge förvisats till Afrika för sina synder, skickas nu tillbaka till fältet. Mörka affärer och ett farligt uppdrag leder honom till Sydafrika, Angola, Libyen, Paris, Västberlin och slutligen tillbaka till Östberlin, där han måste fatta ett omöjligt beslut.

## Rollista i urval
- Jonas Nay – Martin Rauch/Moritz Stamm, täcknamn Kolibri som östtysk spion
- Maria Schrader – Lenora Rauch, Martins moster och tidigare kontaktperson i Stasi
- Sylvester Groth – Walter Schweppenstette, Martins pappa och chef på HVA
- Sonja Gerhardt – Annett Schneider, Martins flickvän
- Ludwig Trepte – Oberleutnant Alex Edel, homosexuell och rebellisk kompis till Martin
- Lavinia Wilson – Brigitte Winkelmann, västtysk spion
- Fritzi Haberlandt – Tina Fischer, en östtysk doktor som flyr från öst till Västberlin med barnen
- Alexander Beyer – Tobias Tischbier, en HVA-anställd i Västtyskland
- Chris Veres – Tim, homosexuell soldat och arbetskamrat med Alex
- Anke Engelke [2]
- Lavinia Wilson [2]
- Florence Kasumba [2]

## Visning
Premiärdatum för Sverige var 20 oktober 2019, då serien gjordes tillgänglig hos C More. Sveriges Television sände första avsnittet 18 april 2020. Serien kom först visas i Tyskland på Amazon Prime 19 oktober 2018. I USA hade den premiär 25 oktober 2018 på SundanceTV. I England fick den premiär 8 mars 2019 på Channel 4.

## Produktion
I augusti 2017 påbörjades inspelningarna i Kapstaden, Sydafrika, med en stor del av ensemblen från Deutschland 83 samt fem nya skådespelare, och avslutades i oktober innan man fortsatte i Berlin. 22 december 2017 meddelade manusförfattaren Jörg Winger att det var sista inspelningsdagen.